# 王德纯
王德纯（？—？），镶白旗汉军人，清朝政治人物。同进士出身。

## 生平
雍正二年（1724年）甲辰科进士。乾隆元年（1736年）接替鄂善任福州府知府一职，乾隆三年改漳州府知府。